# Sidney Gilliat
Sidney Gilliat , född 15 februari 1908 i Stockport, Cheshire, död 31 maj 1994 i Vale of Pewsey, Wiltshire var en brittisk regissör, filmproducent och manusförfattare.

## Filmografi i urval
- 1938 – En dam försvinner – manusförfattare
- 1939 – Värdshuset Jamaica – manusförfattare
- 1940 – Nattexpress – manusförfattare
- 1942 – Moln över England – manusförfattare
- 1943 – De tysta segrarna – regissör, manusförfattare
- 1945 – Gentleman på galejan – regissör, manusförfattare, producent
- 1946 – Mördare i vitt – regissör
- 1948 – Kanske ett brott – regissör, manusförfattare, producent
- 1949 – Blå lagunen – producent
- 1950 – Statshemlighet – regissör, manusförfattare, producent
- 1954 – Skolflickor är vi allihopa – manusförfattare, producent
- 1955 – En snygg historia – regissör
- 1957 – Natten det brann – regissör
- 1957 – Skolflickorna slår till igen – producent
- 1959 – Din röst är min röst – regissör
- 1960 – The Pure Hell of St Trinian's – producent
- 1961 – Bara två kan leka så – regissör
- 1966 – The Great St Trinian's Train Robbery – producent
- 1972 – Oändlig natt – regissör, manusförfattare
- 1979 – En dam försvinner – manusförfattare